# Hadji Murad
Hadji Murad (rus: Хаджи-Мурат) (finals de 1790 - 23 d'abril de 1852) fou un important líder àvar durant la resistència dels pobles del Caucas del 1711-1864 contra l'imperi Rus. Era seguidor de Ghazi Magomed, i el 1826 amb Bey Pulat va sublevar als txetxens contra els russos.
Des del 1826 va dominar zones àmplies del Daguestan i Txetxènia, però l'Imam Xamil va conspirar contra ell i aleshores va passar-se als russos, a qui ajudà a destruir l'imamat muridita. Però els russos no li van donar el suport esperat, i finalment el setjaren i mataren.
Lev Tolstoi li va dedicar pòstumament la novel·la Hadji Murat (1912), un relat de ficció sobre la resistència a la dominació russa.